# Годри
Годри (фр. Gaudry; убит 25 апреля 1112, Лан) — католический епископ Лана с 1106 по 1112 год.

## Биография
В начале XII столетия в Лане горожане, находившиеся под сеньёральной властью епископа Годри, проводили с ним переговоры с целью получения от него коммунального самоуправления. Во время отсутствия Годри в городе его представители достигли соглашения с городской общиной о продаже им епископом этих прав за значительную денежную сумму. После своего возвращения в Лан Годри одобрил достигнутое соглашение.
В 1112 году Годри передумал, и убедил короля Франции Людовика VI своим указом отменить заключённую с горожанами Лана хартию. При этом епископ уплатил королю «выкуп», по величине превышающий тот, что предложили ему ланцы. Столь значительную сумму епископ рассчитывал компенсировать введением нового налога, которым решил обложить город. Узнав об этом, возмущённые горожане восстали против епископской власти и убили Годри. В 1128 году король Людовик VI вновь признал Ланскую хартию имеющей законную силу.
Восстание ланских горожан против епископа подробно описано хронистом и богословом Гвибертом Ножанским в автобиографическом сочинении «О моей жизни» (лат. De vita sua, sive monodiarum, 1116—1124).